# 枝狀細尾海馬
枝狀細尾海馬（学名：Amphelikturus dendriticus），为輻鰭魚綱棘背魚目海龍魚科的其中一種，分布於西大西洋區，包括加拿大、美國、加勒比海、哥倫比亞、巴西等海域，棲息深度可達15公尺，體長可達7.5公分，棲息在岩礁區，卵胎生。

## 外部連結
- 枝狀細尾海馬的圖片